# Storia della mafia. Dalle origini ai nostri giorni
Storia della mafia. Dalle origini ai giorni nostri è un saggio di Salvatore Lupo, terminato nel 1993 e pubblicato da Donzelli editore.
Lupo iniziò a scrivere il libro già nel 1988, ma l concluse soltanto nel 1992, e vi inserì gli opportuni aggiornamenti.

## Trama
Il libro è incentrato sulla nascita della mafia, e sui rapporti che essa ha intrattenuto con la politica e con la società civile.
Il saggio è il primo in Italia ad indagare con completezza e rigore storiografico l’intero arco della vicenda più che secolare della mafia siciliana, dalle origini ottocentesche dell’organizzazione mafiosa e delle sue ideologie agli esiti più recenti degli anni novanta del Novecento.
Emerge con forza il ritratto di una struttura criminale che aspira a modellarsi sullo Stato prendendone in appalto le funzioni fondamentali, dal monopolio della violenza al controllo territoriale. Ecco allora la necessità di ricostruire la vita secolare delle «signorie territoriali», dei gruppi familiari e criminali operanti innanzitutto nei ristretti territori della città e della provincia di Palermo, vero e stabile fulcro dell’organizzazione mafiosa: da qui ripartendo fino a sciogliere tutti i legami che la connettono alla nazione e al più vasto mondo.